# Festuca sinomutica
Festuca sinomutica là một loài thực vật có hoa trong họ Hòa thảo. Loài này được Xiang Chen & S.M.Phillips mô tả khoa học đầu tiên năm 2005.